# CSL Behring
CSL Behring mit Sitz in King of Prussia, im US-Bundesstaat Pennsylvania, ist eine Geschäftseinheit des australischen Biopharma-Konzerns CSL Limited (Commonwealth Serum Laboratories) und auf die Herstellung von Plasma- und rekombinanten Produkten spezialisiert.
Die Geschäftseinheit CSL Behring beschäftigt mehr als 32.000 Mitarbeiter weltweit. Der größte Produktions- und Forschungsstandort befindet sich in Marburg in Hessen, der zweitgrößte in Melbourne in Australien. Weitere in Kankakee im US-Bundesstaat Illinois und in Bern im gleichnamigen Kanton der Schweiz. Darüber hinaus gibt es Vertretungen in den meisten Ländern der Welt. Hauptmärkte für die Medikamente aus humanem Blutplasma sind die USA, Europa, Japan, Lateinamerika sowie der mittlere Osten.

## Produkte
CSL Behring entwickelt, produziert und vertreibt biotechnologische Produkte für die Bereiche Gerinnungsstörung, Intensivmedizin und Immunglobuline. In Deutschland versorgt CSL Behring Patienten mit 21 verschiedenen Arzneimitteln auf Plasmabasis, einem rekombinanten Faktor VIII und Faktor IX-Präparat und einem Fibrinolytikum.

## CSL Behring GmbH (Deutschland)
Das heutige deutsche Tochterunternehmen wurde 1904 als Behringwerke AG vom Medizin-Nobelpreisträger Emil von Behring gegründet, zu den Produkten gehörten Sera und Impfstoffe gegen Infektionskrankheiten. Ab 1946 kam die Produktion von Plasmaprodukten hinzu. 1952 übernahm Hoechst die Behringwerke als Tochtergesellschaft.
Mitte der 1990er-Jahre wurde begonnen, die Behringwerke aufzuteilen; dabei wurde die Plasmasparte ausgegliedert und Anfang 1996 mit der Rhône-Poulenc-Tochter Armour zum Joint-Venture Centeon fusioniert. Als Hoechst und Rhône-Poulenc 1999 zu Aventis fusionierten, wurde aus Centeon neu die Aventis-Tochter Aventis Behring. Da das Unternehmen nicht mehr zum neu definierten Kerngeschäft von Aventis passte, wurde im Dezember 2003 der Verkauf an die australische CSL-Holding beschlossen und im ersten Halbjahr 2004 vollzogen. Unter der CSL wurde Aventis Behring sogleich mit ZLB Bioplasma zu ZLB Behring fusioniert. Ende 2006 wurde das Kürzel ZLB in den Namen der Tochtergesellschaften durch CSL ersetzt; seither firmiert die deutsche Tochter als CSL Behring GmbH.
Heute (Juli) arbeiten ca. 3200 Mitarbeiter am Standort Marburg, womit es der größte Forschungs- und Produktionsstandort der CSL Gruppe ist. Ein weiterer Standort in Deutschland liegt in Hattersheim bei Frankfurt, wo der Vertrieb angesiedelt ist.
Im Geschäftsjahr vom 1. Juli 2016 bis 30. Juni 2017 erzielte die CSL Behring GmbH mit Sitz in Marburg gemäß dem im Bundesanzeiger veröffentlichten Jahresabschluss einen Umsatz von 1,958 Milliarden Euro und führte ca. 674 Millionen Euro gemäß Gewinnabführungsvertrag ab.
Zudem werden zur Sicherstellung der Versorgung mit Plasma über die Gesellschaft CSL Plasma 17 Spendezentren in ganz Deutschland, ein Zentrallabor in Göttingen und ein Zentrallager in Schwalmstadt betrieben. In den USA betreibt CSL Plasma 540 Spendezentren.
Wegen der Produktion von Blutgerinnungsfaktor VIII und Von-Willebrand-Faktor galt CSL Behring 2008 für die USA als essenzielle Einrichtung.
Anfang April 2019 wurde außerdem bekannt, dass sich CSL Behring für mindestens zwei Jahre als Hauptsponsor des GFL-Footballteams Marburg Mercenaries engagiert.
Im Juli 2025 wurde von der CSL Innovation GmbH verkündet, dass sie ihre Forschungs- und Entwicklungsaktivitäten am Standort Marburg schrittweise einstellen wollen.
500 Mitarbeitende sind vom Abbau betroffen.

## CSL Behring AG (Schweiz)

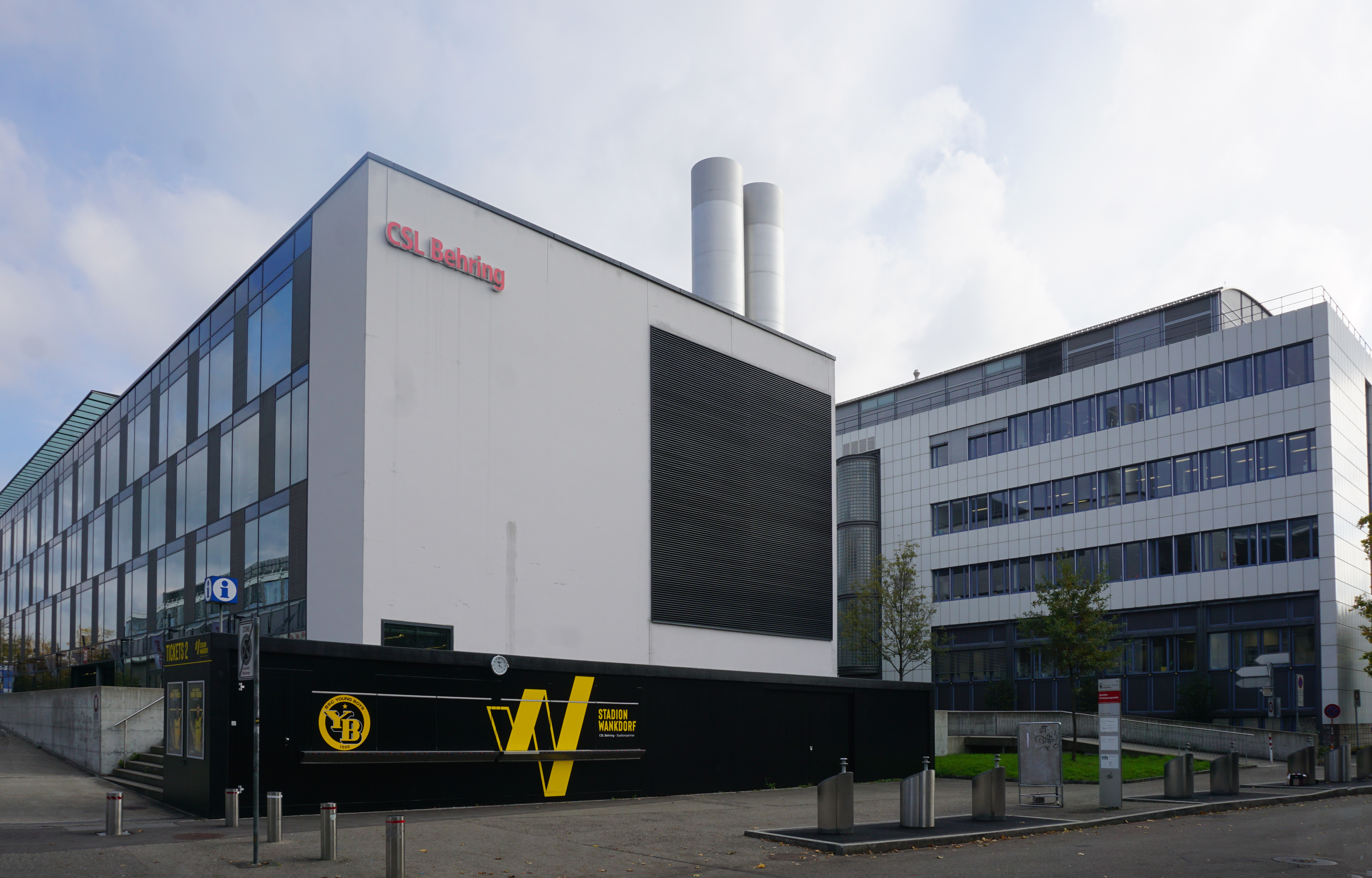
CSL Behring Bern

Das heutige Schweizer Tochterunternehmen wurde 1949 vom Schweizerischen Roten Kreuz (SRK) als Zentrallaboratorium Blutspendedienst SRK (ZLB) in Bern gegründet. 1951 wurde dem ZLB vom Bund erlaubt, Medikamente aus Blutplasma herzustellen und zu verkaufen.
Die CSL-Holding übernahm im Jahr 2000 das Zentrallaboratorium Blutspendedienst vom Roten Kreuz und gründete in Form einer Aktiengesellschaft nach Schweizer Recht die ZLB Bioplasma. 2001 übernahm die CSL-Holding Plasma-Labors in den USA, die ebenfalls die Abkürzung ZLB als Teil des Unternehmensnamens ZLB Plasma Services trugen.
2004 übernahm die CSL-Holding das Pharmaunternehmen Aventis Behring, das mit ZLB Bioplasma zu ZLB Behring fusioniert wurde. Ende 2006 wurde die Abkürzung ZLB in den Namen der Tochtergesellschaften durch CSL ersetzt. Seither firmiert die Schweizer Tochter als CSL Behring AG.
In der Stadt Bern beschäftigt CSL rund 1592 und in Lengnau BE rund 219 Angestellte. In Lengnau ging CSL Behring 2020 eine strategische Partnerschaft mit Thermo Fisher Scientific ein.